# Гиперант (сын Дария I)
Гиперант (др.-греч. Ὑπεράνθης) — сын персидского царя Дария I, погибший в сражении при Фермопилах в 480 году до н. э.

Гиперат был сыном Дария I от Фратагуны, приходившейся Дарию племянницей.
По свидетельству Геродота, Гиперат и его брат Аброком были убиты во время битвы при Ферпомилах в 480 году до н. э. во время ожесточенной схватки между греками и персами за тело павшего спартанского царя Леонида.
По замечанию учёных Н. В. Брагинской и А. Н. Коваль, имена погибших персидских принцев «пропустили через определенный семантический фильтр», чтобы они «отвечали образу аристократической пышности и утонченности». Так, на греческом «Гиперант» означает «сверхцветок». Так зовут и одного из эллинизированных героев романа писателя Ксенофонта — связь с именем сына Дария очевидна. Персидской же формой могло быть hubaranta — «хорошо ездящий верхом».